# Noemí Sanín
Marta Noemí del Espíritu Santo Sanín Posada de Rubio (Medellín, 6 de junio de 1949) es una abogada y política colombiana. 
Es hija del escritor y político, Jaime Sanín Echeverri y de Noemí Posada. Durante varios años fue miembro del Partido Conservador Colombiano, hasta 1998 cuando fundó su propio movimiento político llamado «Sí Colombia» para afrontar su candidatura presidencial. Ha sido empresaria, ministra, 
primera canciller mujer en Colombia, embajadora y candidata presidencial. Hasta julio de 2009 fue la embajadora de Colombia en el Reino Unido de donde regresó para aspirar a ser presidenta de Colombia en las elecciones de 2010 como candidata del Partido Conservador. Es la mujer que más cerca ha estado de la presidencia de Colombia, cuando en 1998 obtuvo cerca de 3 millones de votos. En 2013 le fue concedida la nacionalidad española por carta de naturaleza. Desde marzo de 2018 es también presidenta de la Fundación Everis.

## Biografía
Abogada egresada de la Pontificia Universidad Javeriana de Bogotá. Fue ministra de Comunicaciones durante el gobierno de Belisario Betancourt, ha sido embajadora en Venezuela, España y Reino Unido en diferentes periodos presidenciales y fue Ministra de Relaciones Exteriores durante el gobierno de Cesar Gaviria Trujillo, en el año 2011 es elegida como miembro de la Junta Directiva del Millonarios Fútbol Club, nueva entidad deportiva que surge como resultado del proceso de transformación de club deportivo a Sociedad Anónima del conocido como Millonarios Fútbol Club de la ciudad de Bogotá. En 2013 le fue concedida la nacionalidad española por carta de naturaleza.

## Carrera en el sector privado y público
En 1976 Sanín es nombrada Vicepresidente de Operaciones y Crédito en la Corporación de Ahorro y Vivienda Colmena, cargo que desempeña hasta 1979. Luego es nombrada Presidente de la institución a la edad de 30 años. En este período se destaca por su expansión de crédito al segmento de bajos ingresos y doblar la red nacional de sucursales de 36 a 63.

### Ministra de Comunicaciones
Sanín es nombrada Ministra de Comunicaciones durante el gobierno de Belisario Betancourt, cargo que ocupa de 1983 a 1986. En dicho cargo Sanín ayuda a desarrollar la ley 42 de 1985 que moderniza la televisión en Colombia y legaliza y organiza las redes regionales de televisión.
En 1985, durante la toma del Palacio de Justicia, ejerciendo como Ministra de Comunicaciones, ordena transmitir un partido de fútbol en lugar de la situación vivida en Palacio si bien las estaciones de radio y algunos noticieros continuaron transmitiendo los hechos en directo. Este hecho ha sido considerado como censura, y su rival político Andrés Felipe Arias le ha acusado públicamente de censura de información y pidió una investigación disciplinaria en el Comité de Ética de su Partido.

### Candidatura presidencial (1998)
En 1998 se lanza como candidata a la presidencia haciendo fórmula con Antanas Mockus llegando a obtener el tercer lugar con 2.825.706 votos, siendo la mujer que más cerca ha estado de la presidencia de Colombia, hasta la fecha. Su candidatura se da con un movimiento político alternativo.

### Candidatura presidencial (2002)
Sanín es candidata en las elecciones presidenciales del 2002 por el partido Sí Colombia y obtiene la cuarta votación. Se presentaba como candidata independiente aunque llega a hacer alianzas para su candidatura con políticos tradicionales como Fabio Valencia Cossio. En esta ocasión su fórmula a la vicepresidencia es Fabio Villegas. Durante dicha candidatura tiene varias controversias con el candidato Álvaro Uribe y critica al diario El Tiempo por supuesta parcialización a favor de dicho candidato en detrimento de la imagen de los demás aspirantes. En carta publicada por ese mismo diario titulada "Contra Tiempo y Marea" el 16 de mayo de 2002, Sanín atribuye dicha parcialidad a la presencia de Francisco Santos Calderón como fórmula vicepresidencial del candidato Uribe. Santos Calderón era accionista del diario y pertenece a la familia Santos para entonces propietaria de El Tiempo. En cuanto al candidato Uribe, este la acusa de haber dicho en privado a Enrique V. Iglesias el entonces presidente del Banco Interamericano de Desarrollo que "si Álvaro Uribe gana la Presidencia de la República es como si la ganara Carlos Castaño". Iglesias niega lo dicho por Uribe pero este se ratifica en su señalamiento.

### Embajadora
Aunque durante la campaña presidencial fue muy crítica del también candidato Álvaro Uribe por la supuesta cercanía que se le atribuía a este con grupos paramilitares, posteriormente se une a su gobierno cuando este resulta elegido. Desde el año 2002 hasta el 2007 ocupa el cargo de embajadora en España, designada por Uribe para luego ser nombrada por este mismo como embajadora en el Reino Unido hasta su salida en el 2009.
En los años de desempeño como embajadora en Colombia logra la validación del pase colombiano en paralelo con el español, permitiendo el ahorro previsional en ambos países.

### Candidatura presidencial (2010)
En un comunicado oficial, el 11 de julio de 2009, Noemí Sanín anuncia su salida del cargo de embajadora de Colombia en el Reino Unido para buscar la candidatura a la Presidencia de la República por el Partido Conservador, en donde mediante consulta interna entre otros candidatos de su partido es elegida como candidata única a la Presidencia, quedando de quinta en votación. 

### Miembro de la Junta Directiva de Millonarios
En el año 2011, junto a varios economistas y activistas de Millonarios Fútbol Club, es elegida como miembro de la junta directiva de este equipo y presenta su candidatura a la presidencia de esta organización deportiva resultando elegida a principios de 2012. Bajo su liderazgo, el club, tras casi 24 años sin el título de campeón, logra hacerse con el campeonato de la Primera División y la esperada decimocuarta estrella. En marzo de 2013 presenta su renuncia a la Junta.

## Cargos ocupados
- Ministra de Comunicaciones 1984-1986
- Embajadora en Venezuela 1990-1991
- Ministra de Relaciones Exteriores 1991-1994
- Embajadora en Reino Unido 1994-1996
- Embajadora en España 2002-2007
- Embajadora en Reino Unido 2008 - 2009
- Miembro de la Junta directiva del Millonarios Fútbol Club 2011-2013

### Resultados de elecciones
A lo largo de su carrera se ha lanzado a grandes cargos, entre los cuales se destacan :
| Cargo                      | Fecha               | Votos     | ¿Ganó? |
| Presidente de la República | 31 de mayo de 1998  | 2.825.706 | No     |
| Presidente de la República | 26 de mayo de 2002  | 641.884   | No     |
| Candidata Conservadora     | 21 de junio de 2009 | 778.330   | Sí     |
| Presidente de la República | 27 de mayo de 2010  | 892.323   | No     |

## Candidaturas
- Candidata a la Presidencia de Colombia, 1998
- Candidata a la Presidencia de Colombia, 2002
- Candidata a la Presidencia de Colombia, 2010